# 光之美少女：食尚甜心
《光之美少女：食尚甜心》（日语：キラキラ☆プリキュアアラモード）是由東堂泉製作的魔法少女動畫作品，「光之美少女系列」第十四作，屬第十二代光之美少女。2017年2月5日於朝日放送和朝日電視台播放。台灣東森幼幼台自2017年11月3日起，每週五、六在YouTube頻道公開最新一集。

## 故事簡介
性格活潑開朗的國中二年級生宇佐美一花是一個非常喜歡甜點的超級甜點愛好者。有一天，她的在海外工作的媽媽回家了，正當她準備製作一件水果蛋糕給媽媽的時候，突然遇見了在自己面前從天而降，同樣喜歡甜點的小精靈佩科琳。從佩科琳那裡，她得知了邪惡勢力正在準備偷走寄宿在甜品里的神秘甜蜜能量——閃閃能量（キラキラル），企圖令全世界變得沒有甜蜜的罪惡陰謀。為了阻止這一陰謀，一花連同她的五個同伴一起變身成為傳說中的甜點師「光之美少女」（Precure），與敵人展開了激烈的戰鬥，發誓要守護世上的甜蜜……

## 登場人物

### 光之美少女（Precure）

#### 本作的光之美少女
本作的光之美少女平常都在名叫閃閃甜點鋪（Kirakira Patisserie）的移動式魔法甜品店裡製作甜點並販賣，該甜品店可以變成一個手提包如行李般用手提著四處移動，而在甜品店的地下室里則設有用來儲存閃閃能量的閃閃能量罐（Kirakiraru Pot）。
宇佐美一花／奶油天使（Usami Ichika／Cure Whip）
配音：美山加戀（日本）；謝佼娟→謝寧、劉如蘋（ALL STARS F）（台灣）；何凱怡 （ViuTV、All STARS F）（香港）
形象顏色：  粉红色
本作主角。活潑開朗而十分喜歡甜點的草莓坂中學二年級生，感受性豐富，在高興時喜歡像兔子一樣蹦蹦跳跳。總是把事情搞砸，對於甜點裝飾十分有自信。最喜歡的甜點是蛋糕。喜歡甜點的理由是「因為在甜點裡充滿了思念」。1月7日生，摩羯座。
口頭禪是「奶油・預備・跳！」和「我有個好主意！」。
於第1話中在親眼看到了佩科琳在加米面前拼死保護自己還沒製作完成的草莓蛋糕之後，深受感動的一花為了保護佩科琳以及讓自己的母親品嘗到自己親手製作的水果蛋糕，於是便親自動手完成了一件「兔子草莓蛋糕」，也因此成功的激發出了兔子草莓蛋糕中的閃閃能量，令她獲得了甜點粉盒及兔子草莓蛋糕形動物甜點，變身成為奶油天使將加米擊退。
於第5話被緣錯稱為「宇雜美同學（ウザミさん）」，並於結尾與晶初相遇時，因誤會對方是一名美男子而對晶一見鍾情。
於第6話為接下毛巾而墮樓被小晶所救而對晶大增好感，後來與小晶前往巧克力店的途中向晶說明自己出生時已在鎮上居住而被所有老街坊認識，結尾由父親源一郎及晶本人得知小晶是女性真相後直呼不敢相信。
第11話因為父親源一郎不顧危險地保護自己最愛的水果蛋糕，在品嘗摔壞的水果蛋糕後才想起曾經與父親參加草莓坂甜點節的回憶及自己對父親難說出口的情感。
第17話中因為被偽裝成黑樹利歐的朱利歐搶走心中的閃閃能量，一度無法變身並喪失了對甜點的興趣，但後來在佩科琳的不斷提醒與呼喚之下她重新想起了對母親的思念，於是便親自動手完成了新動物甜點「兔子餅乾」并從中重新獲得閃閃能量恢復變身能力及找回了對甜點的興趣。
第19話在蔬果攤前煩惱新甜點的食材時，正好巧遇來到蔬果攤的夏爾，之後受其邀請試吃，在試吃後興奮地打算拜夏爾為師，但遭夏爾拒絕。
第21話當她親眼看到夏爾的真正身份是草莓山精靈綺羅鈴時令她大吃一驚。
第31話中她在與母親短暫團聚之後親手製作了一件精美的水果蛋糕作為禮物送給即將再度前往海外的後者。
第46話一花與家人、朋友們在閃閃甜點舖慶祝生日，可不巧的是諾瓦前來並奪取整個草莓坂、眾人以及甜點的閃閃能量，她嚴厲譴責諾瓦的所作所為，並率領大家變身與諾瓦戰鬥。
於最終話中帶著閃閃甜點鋪在世界各地經營甜點店。
於劇場版「電影 KiraKira☆光之美少女 A La Mode 清脆出爐！回憶的法式千層酥！」中她因為中了庫克的黑暗魔法而一度變成烏龜的外貌，導致她行動緩慢，但也讓她學會縮頭功保護自己，最後在奇蹟手電筒的幫助下解除黑暗魔法恢復正常並變身為「超級光之美少女」形態。
其家中仍然還在使用極其老舊的轉盤式撥號電話（俗稱黑電話）。
姓氏音近兔子（ウサギ）的日文發音。
變身咒語為「光之美少女食尚甜心！草莓蛋糕！（Cure A La Mode・Decoration！Shortcake！）」。
變身口號為「活力與笑容！一起攪拌攪拌吧！奶油天使！完成！」。
團體口號為「閃閃能量☆光之美少女 食尚甜心」。
變身成奶油天使的她擁有所代表動物兔子般的超強跳躍力和敏銳聽力。
早在前作《魔法使光之美少女！》最終話當中先行登場。
注：「Whip」本意為英語的「鞭打」，引申為「發泡奶油」（whipped cream）之意。
- 個人技

奶油裝飾（Whip Decoration）
按下糖果魔法棒的粉紅色星形按鍵後，釋放大量粉紅色奶油光彈進行攻擊。
有栖川陽理／卡士達天使（Arisugawa Himari／Cure Custard）
配音：福原遙（日本）；張雅婕（台灣）
形象顏色：  黄色
努力且頭腦靈活的草莓坂中學二年級生，4月16日生，白羊座。一花的同班同學，個子矮小但跑得像松鼠一樣快，不過性格比較怯懦，與一花一樣非常喜歡甜點，只要一提起甜點就滔滔不绝，沒人能阻止她說下去。對所有甜點十分了解，故有「甜點博士」之稱。平日里她最愛看一本名叫《甜品的科學》的書。最喜歡的甜點是布丁。
喜歡甜點的理由是「因為在甜點裡充滿了好吃的秘密」。
口頭禪是「甜點是門學問！」和「那我要開始解說了唷！」。
於第2話無意中看到同學宇佐美一花變身成奶油天使與普魯普魯戰鬥，大吃一驚。之後她為了保護一花，成功激發出自己與一花親手製作的「松鼠布丁」裡的閃閃能量，令她獲得了甜點粉盒及松鼠布丁形動物甜點，變身成為卡士達天使將普魯普魯擊退。
於第4話被一花暱稱為「小理理（ひまりん）」。
於第6話向一花和小晶推介最常光顧的巧克力店，並經由小晶形容小狗巧克力「很可愛」而非「很帥氣」後，了解晶其實是女性。
第13話受到蔬果店店主邀請，成為草莓坂商店街的宣傳報導員。起先因怯懦的性格，使得宣傳不太成功，直至一對在閃閃甜點鋪購買甜點的母女顧客，出於好奇想了解甜點時，才想起自己為何會去了解甜點知識的初衷，最後使宣傳影片在網路上大受好評。
第28話中接受了自己最愛看的書——《甜品的科學》作者立花雄的邀請參與甜點大實驗，在事後與同伴一起利用在實驗上製作失敗的海綿蛋糕再重新製作成小雞棒棒糖蛋糕。
於最終話中升上高中鑽研甜點。
是本作中唯一沒有家人登場的光之美少女。
於劇場版「電影 KiraKira☆光之美少女 A La Mode 清脆出爐！回憶的法式千層酥！」中她因為中了庫克的黑暗魔法而一度變成企鵝的外貌，導致她在陸地上行動同樣緩慢，但也讓她學會在河裡游泳加快速度，最後在奇蹟手電筒的幫助下解除黑暗魔法恢復正常並變身為「超級光之美少女」形態。
姓氏裡包含了松鼠（りす）一詞。
變身咒語為「光之美少女食尚甜心！布丁！（Cure A La Mode・Decoration！Pudding！）」。
變身口號為「知識與勇氣！一起攪拌攪拌吧！卡士達天使！完成！」。
團體口號為「閃閃能量☆光之美少女 食尚甜心」。
變身成卡士達天使的她擁有所代表動物松鼠般的超快奔跑速度。
- 個人技

卡士達幻象（Custard Illusion）
按下糖果魔法棒的黃色星形按鍵後，釋放出兩個大櫻桃，轉化為無數黃色奶油光彈攻擊敵人。
立神葵／冰淇淋天使（Tategami Aoi／Cure Gelato）
配音：村中知（日本）；黃玉奇（台灣）
形象顏色：  藍色
自由奔放且熱血的草莓坂中學二年級生，8月27日生，處女座。性格勇敢強氣有如獅子一般，非常喜歡唱歌，是搖滾樂隊「狂野天藍色（Wild Azur）」的主唱，實際上是大型企業「立神康采恩」的千金小姐，製造甜點時擅長利用臂力來支撐形狀。最喜歡的甜點是冰淇淋。
喜歡甜點的理由是「吃甜點的話會讓人感到精神滿滿的」。
口頭禪是「我燃燒起來啦——」和「哇——」。
於第3話吃下由一花及陽莉製作的獅子冰淇淋後，回憶起兒時與岬彩音相遇，立志成為「狂野天藍色」主唱的往事後重新振作。並且無意中看到一花與陽莉變身成光之美少女與霍托戰鬥的畫面，之後她為了保護兩人、自己的演唱會以及兩人製作出來的冰淇淋，成功激發出「獅子冰淇淋」中的閃閃能量，使她獲得甜點粉盒及獅子冰淇淋形動物甜點，變身成冰淇淋天使將霍托擊退。
於第4話被一花暱稱為「小葵葵（あおちゃん）」。
於第10話在與一花和陽莉聊天時，曾猜測小緣和小晶跑來幫忙的理由。
於第14話舉行演唱會期間，被管家強行帶走，使一花一行人得知她其實是大企業「立神康采恩」的千金大小姐。之後與朱利歐戰鬥時，借用了水嶌的閃閃能量攻擊朱利歐。
於第27話中因為在搖滾音樂節上自己所屬的樂隊與自己最崇拜的偶像岬彩音的所屬樂隊的表演時間撞期，導致大量的觀眾被吸引到岬彩音的一邊而感到內心嫉妒和消沉，當天夜裡她不幸被艾利西歐控制而一度發狂，然而正當她在艾利西歐的操控下準備破壞音樂節會場時被一旁一花的一番告誡喚醒而幡然醒悟解除控制，並與同伴一起打跑了艾利西歐，事後第二天她向岬彩音贈送了與同伴一起製作的「鯨魚軟糖」並表示希望下次能和其再度對決。
於最終話中成為有名的搖滾樂團成員。
於劇場版「電影 KiraKira☆光之美少女 A La Mode 清脆出爐！回憶的法式千層酥！」中她因為中了庫克的黑暗魔法而一度變成樹懶的外貌，導致她變得懶散，但也讓她學會利用敵人搭便車進攻敵人，最後在奇蹟手電筒的幫助下解除黑暗魔法恢復正常並變身為「超級光之美少女」形態。
姓氏的日文發音與「鬃毛」的日文發音相同，暗指公獅子的鬃毛。
變身咒語為「光之美少女食尚甜心！冰淇淋！（Cure A La Mode・Decoration！Ice！）」。
變身口號為「自由與熱情！一起攪拌攪拌吧！冰淇淋天使！完成！」。
團體口號為「閃閃能量☆光之美少女 食尚甜心」。
變身成冰淇淋天使的她擁有所代表動物獅子般的咆哮和超強壯力氣。
注：「Gelato」為義大利語的「冰淇淋」之意，特指義式冰淇淋，與「ice cream」不太一樣。
- 個人技

冰淇淋震盪（Gelato Shake）
按下糖果魔法棒的藍色星形按鍵後，釋放出巨大的冰塊，然後連續揮拳擊碎，射出大量冰晶攻擊。
琴爪緣／馬卡龍天使（Kotozume Yukari／Cure Macaron）
配音：藤田咲（日本）；李昀晴（台灣）；李蔓宜（All STARS F）（香港）
形象顏色：  紫色
美麗高貴的草莓野高中二年級生，十七歲，高貴優雅得有如貓咪一般，性格有點自我中心，無論學習、運動、抑或玩抓娃娃遊戲機皆得心應手而常受師生們稱讚，似乎因平淡如水和沒有挑戰性的生活而感到鬱悶，但自從遇到一花之後心境有所改變。最喜歡的甜點是馬卡龍。喜歡甜點的理由是「因為甜點會讓人感到心跳不已」。6月11日生，雙子座。
口頭禪是「真有意思」和「呵呵呵…」。
於第5話因為親手焗製馬卡龍失敗而初嚐挫敗感，也是在這一話無意中親眼看到了一花等人變身成為光之美少女與瑪恰蘿奴戰鬥時令她大吃一驚，之後她有感于一花等人拼死保護自己好不容易親手製作出的馬卡龍的那份勇氣，於是站出來成功的激發出了「貓咪馬卡龍」中的閃閃能量，令她獲得了甜點粉盒及貓咪馬卡龍形動物甜點，變身成為馬卡龍天使將瑪恰蘿奴擊退。
為所有光之美少女當中唯一一個對黑樹利歐的行動和真正身份產生懷疑的人，於第16話中通過與黑樹利歐的一番交談之後，便立刻識破出後者的真正身份就是朱利歐。
於第29話中為了克服自己內心的孤獨感，她不惜以身犯險闖入艾利西歐一手製造的黑暗空間裡與之對抗，最終成功將其超越而安全脫身。
第34話中她因為與自己的小貓水晶動物發生了猛烈的撞擊而一度與對方互相交換了身體，這期間變成了貓的她無意間聽到了三星貓等草莓坂的貓咪們正在談論的一件怪事：它們最近不知怎麼的因為草莓山裡一處小湖泊湖水的使用權而與草莓山的精靈們發生了激烈的衝突而大打出手，聽聞此事的她立馬意識到這很有可能是迪亞布羅在幕後暗中煽動所為，於是她便與此刻並不知情的綺羅星夏爾（綺羅鈴）一起聯手演了一齣戲成功的化解了貓咪與精靈們之間的衝突，隨後她與自己的貓咪水晶動物再次撞擊換回身體並與同伴們一道打跑了迪亞布羅。
第45話中為了證明自己不是孤單一人，她率領光之美少女們與艾利西歐進行消耗戰，然後向眾人宣佈自己將前往康菲特公國留學。
於最終話中剪短頭髮，正式前往康菲特公國留學深造。
於劇場版「電影 KiraKira☆光之美少女 A La Mode 清脆出爐！回憶的法式千層酥！」中她因為中了庫克的黑暗魔法而一度變成大熊貓的外貌，導致她喜歡抓住圓形的物體不放，但也讓她成功救下了變成烏龜的一花，最後在奇蹟手電筒的幫助下解除黑暗魔法恢復正常並變身為「超級光之美少女」形態。
姓氏裡的爪暗指貓爪。
變身咒語為「光之美少女食尚甜心！馬卡龍！（Cure A La Mode・Decoration！Macaron！）」。
變身口號為「美麗與心動！一起攪拌攪拌吧！馬卡龍天使！完成！」。
團體口號為「閃閃能量☆光之美少女 食尚甜心」。
變身成馬卡龍天使的她擁有所代表動物貓咪般的敏捷身手，偶爾也會顯露貓咪的特征——貓叫聲「喵～」。
- 個人技

馬卡龍利爪（Macaron Julienne）
按下糖果魔法棒的紫色星形按鍵後，釋放出紫色的馬卡龍形閃閃能量，「喵」一聲過後，馬卡龍變成血滴子發動攻擊。
劍城晶／巧克力天使（Kenjo Akira／Cure Chocolat）
配音：森奈奈子（日本）；邱佩轝、謝寧（ALL STARS F）（台灣）；王綺婷（ALL STARS F）（香港）
形象顏色：  红色
性格溫柔而男子氣的草莓野高中二年級生，總是打扮成男孩子樣子，性格溫柔善良有如小狗一般，方向感極佳所以非常可靠，家裡有一個長年體弱多病的妹妹，經常向其贈送巧克力。最喜歡的甜點是巧克力。喜歡甜點的理由是「因為甜點會讓吃的人有精神」。9月24日生，天秤座。
口頭禪是「沒事吧？」和「好的好的」。
處事處變不驚，當光之美少女們中了庫克的黑暗魔法而變成動物時，仍要求大家保持冷靜。
於第5話遷進一花隔壁而彼此成為鄰居。
於第6話交代了父母於醫院照顧其妹美久而與祖母同住。也是在這一話無意中親眼看到了一花等人變身成為光之美少女與畢塔多戰鬥，但一花很快就被擊敗，並在她眼前解除了變身，令她大吃一驚，之後她有感於要將一花等人好不容易親手製作出的巧克力趕快送給美久而令她高興的那份勇氣，於是站出來成功的激發出了「小狗巧克力」中的閃閃能量擋下了畢塔多的攻擊，令她獲得了甜點粉盒及小狗巧克力形動物甜點，變身成為巧克力天使將畢塔多擊退。結尾向一花說明自己是女性但經常被他人誤會是男性一事。
相當疼愛妹妹美久並將其視之為自己的精神支柱，以至於第15話中看到朱利歐光天化日之下公然地在自己的面前襲擊美久並奪取其身上的閃閃能量時大為震怒，而在第44話中她甚至為了妹妹而決定要成為一名醫學研究員，專門研究妹妹所患的疾病。
於第30話中面對喪心病狂的艾利西歐讓她在妹妹和觀眾中只能二選一救一個的抉擇，她不惜以幾乎犧牲自己的閃閃能量為代價最終將雙方救出。
於最終話中留長頭髮，在醫學院就讀。
於劇場版「電影 KiraKira☆光之美少女 A La Mode 清脆出爐！回憶的法式千層酥！」中她因為中了庫克的黑暗魔法而一度變成龍蝦的外貌，導致她遇到敵人時不得不強制往後退，不過這期間她竟然利用這一外貌使出非常奇怪的個人技——巧克力龍蝦旋轉（Chocolat Ecrevisse Spin），最後在奇蹟手電筒的幫助下解除黑暗魔法恢復正常並變身為「超級光之美少女」形態。
姓氏裡劍的日語讀音與狗（けん）的音讀相同。
變身咒語為「光之美少女食尚甜心！巧克力！（Cure A La Mode・Decoration！Chocolate！）」。
變身口號為「堅強與愛！一起攪拌攪拌吧！巧克力天使！完成！」。
團體口號為「閃閃能量☆光之美少女 食尚甜心」。
變身成巧克力天使的她擁有所代表動物小狗般的超強嗅覺。
注：「Chocolat」為法語的「巧克力」之意。
以上兩人繼《光之美少女：甜蜜天使！》的月影百合後連續兩名高中生的光之美少女。
- 個人技

巧克力漩渦（Chocolat Aromase）
按下糖果魔法棒的紅色星形按鍵後，釋放出巨大的巧克力漩渦進行攻擊。
綺羅鈴／綺羅星夏爾／聖代天使（Kirarin／Kirahoshi Ciel／Cure Parfait）
配音：水瀨祈（日本）；李昀晴（台灣）
形象顏色：        彩虹色（  綠色）
被冠以天才甜品師之稱，在法國巴黎修行的13歲少女，對甜品能帶給大家幸福夢想的這一追求有如翱翔天際的天馬一般。最喜歡的甜點是聖代。喜歡甜點的理由是「製作甜點會讓自己充滿閃耀光輝」。7月30日生，獅子座。
口頭禪是「Bonjour！（法語的「你好！」之意）」和「Très Bien！（法語的「棒極了！」之意）」。
於第17話朱利歐的回憶中首次露面，似乎與朱利歐之間有非一般的關係。
第18話於電視節目中首次出現，並在結尾時回到日本。
第19話中剛剛來到草莓坂的她在當地開設了一家專門售賣「碟裝甜點」的限定甜點店——「夢幻天空(Ciel de rève)」，吸引了大量顧客前往品嘗。
似乎非常崇拜傳說中的甜點師光之美少女，在第20話中親眼看到一花等人以光之美少女身份與比博麗戰鬥以及自己被她們從比博麗手中救下來之後更讓她堅定了這一信念。
第21話中揭露其真正身份是草莓山的精靈——綺羅鈴，也是在這一話中當她親眼看到一花等人變身為光之美少女時令她大吃一驚，事後她當著一花的面懇求一花收自己為徒。
第22話中當她認出朱利歐就是自己的雙胞胎弟弟皮卡利歐時令她大為震驚，同時也讓她對自己長期以來忽視弟弟感受的行為愧疚不已，甚至因一花比自己更了解親弟弟的心情而對自己產生厭惡感。
第23話中因為前話所述的厭惡感，她不幸被諾瓦乘虛而入搶走心中的閃閃能量，一度喪失了當甜點師與光之美少女的夢想，但後來在吃到了弟弟朱利歐製作失敗的鬆餅之後她重新理解了弟弟真正的的心情並親自動手完成了一件「天馬聖代」，之後在親眼看到了弟弟朱利歐為保護自己慘死在諾瓦的弓箭之下時感情大爆發，令她獲得了甜點粉盒及天馬聖代動物甜點，變身成為聖代天使將比博麗擊退。
第24話中她以轉學生的身份來到一花所在的學校班級讀書，而且與先前的雙胞胎弟弟皮卡利歐（黑樹利歐）一樣似乎也很受一花所在學校學生們的崇拜，不過這期間她因為餓肚子當著學生們的面暴露精靈身份而曾在整個學校裡引發了一場大騷動。也是在這一話中她也正式加入閃閃甜點鋪工作並與一花的父親源一郎首次見面。
第26話中即使是面對著身為敵人的比博麗遭到自己失控的布娃娃攻擊時的場景，她也願意主動上前向其伸出救援之手。
於最終話中經營自己的甜點店並跟弟弟皮卡利歐一起參加各種甜點比賽。
繼《Yes! 光之美少女5GoGo!》的米露／美美野胡桃、《Suite 光之美少女♪》的賽蓮／黑川艾蓮及《魔法使 光之美少女！》的小哈／花海言葉後第四位由精靈變身的光之美少女。
於劇場版「電影 KiraKira☆光之美少女 A La Mode 清脆出爐！回憶的法式千層酥！」開始時她因為在與庫克的攪拌器怪物戰鬥的過程中中了後者的黑暗魔法而一度變回原本的精靈模樣，導致她力量盡失且無法正常製作甜點，最後在奇蹟手電筒的幫助下解除黑暗魔法恢復正常並變身為「超級光之美少女」形態。
說話時總是喜歡插入法語的詞句，而作為精靈時語尾習慣加上「～閃亮（～キラ）」。
姓氏呼應了本名綺羅鈴，而名則是法語的「天空」之意。
變身咒語為「光之美少女食尚甜心！聖代！（Cure A La Mode・Decoration！Parfait！）」。
變身口號為「夢想與希望！一起攪拌攪拌吧！聖代天使！完成！」。
團體口號為「閃閃能量☆光之美少女 食尚甜心」。
變身成聖代天使的她擁有所代表動物天馬般的超強飛行能力。
- 個人技

聖代星光（Parfait Etoile）
按下彩虹緞帶的金色星形裝飾，製作三個巨大的彩虹光環套住敵人，再引發大爆炸。
净化技
亮晶晶奇跡彩虹（Kirakuru Rainbow）
轉動彩虹緞帶上的金色星形裝飾約30度，製作出一個巨大的高腳杯結界，然後以製作百匯的方式一層一層封鎖敵人，最後引爆結界，淨化敵人。
- 合體必殺技

繽紛甜點食尚甜心（Sweets Wonderful A La Mode）
第11話登場。五人揮舞糖果魔法棒，釋放出用閃閃能量製作出一個巨型的五層蛋糕結界，並引爆進行淨化。
該合體必殺技的開頭部分混入了倒數「3、2、1」的英語諧音。
光之美少女 動物迴旋（Precure Animal Go-round）
第32話登場。按下閃閃能量奶油擠花棒的按鍵，將擁有各自代表色的閃閃能量擠入動物水晶，再將動物水晶安裝在閃閃能量奶油擠花棒上，召喚出水晶動物——「兔子、松鼠、獅子、貓咪、小狗、天馬」進行騎乘，最後所有人以旋轉木馬的方式環繞敵人，同時釋放閃閃能量，將敵人封鎖在巨大蛋糕中，以爆破的方式完成淨化。
光之美少女 奇幻動物（Precure Fantastic Animale）
第40話登場。大致上的發動方式與「光之美少女 動物迴旋」相同，但一開始會先裝上甜點城堡，使光之美少女們變身為食尚甜心型態，並且注入水晶動物的閃閃能量變為金色。
光之美少女 奇幻動物special （Precure Fantastic Animale Special）
最終戰時使用的必殺技。大致上的發動方式與「光之美少女 奇幻動物」相同，但多了佩科琳天使參與其中，召喚出的蛋糕比以往巨大許多，淨化方式則是將敵人打向宇宙去。
- 合體必殺技（劇場版）

光之美少女 動物迴旋 完美回憶（Precure Animal Go-round Parfait Memoir）
劇場版時使用的必殺技。除了變身為「超級光之美少女」以及安裝「回憶法式千層酥」於閃閃能量奶油擠花棒上之外，發動方式與「光之美少女 動物迴旋」相同。

#### 交接的光之美少女
野乃花／喝采天使（Nono Hana／Cure Yell）
配音：引坂理繪（日本）；黃玉奇→楊詩穎（台灣）；楊樂瑤（香港）
形象顏色：  粉红色
HUG! 光之美少女主角，於最終話登場。劇中先是抱著抱抱前往閃閃甜點鋪用餐，之後以喝采天使的身份幫助一花等人制止了草莓山長老身體的暴走並在事情解決之後悄然離開。結尾曲後的交接儀式中抱著抱抱與奶油天使正式交接。

### 草莓山
位於一花等人所住小鎮旁邊的一座小山，是佩科琳、長老和一眾精靈們的故鄉，也是它們原本一起製作甜點的地方，但有一天突然遭到企圖搶奪閃閃能量的惡之妖精的襲擊，長老為了保護眾人與惡之妖精們展開了激烈的戰鬥，結果在防禦那夥人的攻擊時引發了閃閃能量爆炸，導致眾人失散到了各處，而它們原本製作甜點的工房則變成了一片廢墟。
後來於第21話中長老透過在草莓山釋放煙花的方式成功將眾精靈重新聚集到一起。
第22話因朱利歐（皮卡利歐）使用黑暗力量擊破出大洞，意外地發現一處充滿閃閃能量的神秘宮殿，之後在第24話中六位光之美少女每人都獲得了一顆來自那處宮殿里代表她們顏色的神秘小球，再之後在第32話中得知那處神秘宮殿其實就是包括露米爾在內的古代光之美少女們的靈魂沉睡之地。

#### 精靈
佩科琳／佩科琳天使（Pekorin／Cure Pekorin）
配音：金井美香（日本）；李昀晴（台灣）
代表顏色：  粉红色（  黄色）
長相酷似小狗，身材圓滾滾的小精靈。非常喜歡甜點，總是餓肚子。兩隻耳朵會隨著心情的變化改變顏色，對閃閃能量非常的敏感，語尾習慣加上「～佩科（～ペコ）」。喜歡甜點的理由是「因為很美味」。
有四次變身成人類形態（從第二次開始，變身成佩科琳天使），首次在第38話中因為獲得了露米爾所賜予的力量，而一度變身成為人類形態，但後來在看到光之美少女因為古雷布的襲擊而陷入危機時為了保護眾人它獻出了自己身上所有力量幫助光之美少女打跑了古雷布，但也因此失去了變成人類形態的能力。第二次則在第47話因激發「佩科琳甜甜圈」的閃閃能量而再次變身成人類形態並變身成為佩科琳天使，並成功喚醒了因為艾利西歐的黑暗力量影響而失憶的其他6位光之美少女，第三及四次分別於『HUG! 光之美少女』第37話和『光之美少女 All Stars F』中再度變身成為佩科琳天使。
第一次變身時，戰鬥能力僅有使用糖果魔法棒發射具有爆炸能力的閃閃能量。最終戰期間，在同伴們變身為食尚甜心型態同時，背後的蝴蝶結跟著增大，得到飛行能力，並成為固有能力之一。
於最終話中在草莓山與長老一起經營自己的甜點店——「佩科琳甜點鋪」，體型亦有所成長。
變身咒語為「光之美少女食尚甜心！甜甜圈！（Cure A La Mode・Decoration！Donuts！）」
變身口號為「佩科與閃亮！一起攪拌攪拌吧！佩科琳天使！完成！」。
團體口號為「閃閃能量☆光之美少女 食尚甜心」。
名字源自於日語「餓肚子」。
繼《魔法使 光之美少女！》的莫夫倫／莫夫倫天使後第二位由光之美少女的主要妖精中變身的光之美少女。
- 個人技

甜甜圈河流（Cure Donuts Fleuve）
揮舞糖果魔法棒釋放出大量閃閃能量，形成巨型甜甜圈，再與其它精靈的力量結合攪拌，用以束縛敵人。
長老（Elder）
配音：水島裕（日本）；張敦喻（台灣）
形象顏色：  紫色
居住在草莓山的精靈長老。原本與弟子們一同高興著進行製作蛋糕的修行，但因閃閃能量爆炸的影響下，導致身體變得如幽靈般透明化。為了在瞄準閃閃能量者之前守護甜點而向光之美少女們求助，語尾習慣加上「～加巴（～ジャバ）」。
因為身體變得如幽靈般透明化，牠暫時不能夠離開甜品店「閃閃甜點鋪」，否則身體會因為徹底消失而有生命危險。
第8話中變成一位高雅的人類老紳士模樣，並成為閃閃甜點鋪的負責人。
第12話因伽米等10名曾經的惡之妖精突然地出現，與佩科琳一起驚嚇到。
第22話因發現草莓山內居然有神秘宮殿而驚訝不已。
第39話中他召集各地的精靈聚集草莓山召開妖精大會議討論如何應對諾瓦威脅的議題。
最終話得知當初在閃閃能量爆炸之時靈魂與身體分離，導致現在身體因吸收過度的閃閃能量而巨大化作亂，最後在光之美少女及精靈們的幫助下重新回到自己身體內。
綺羅鈴（Kirarin）
光之美少女参照。
雅帕帕（Yapapa）
配音：引坂理繪（日本）；張雅婕（台灣）
波波努恩（Poponun）
配音：石橋桃（日本）；黃玉奇（台灣）
瑪哈尼亞（Mahanya）
配音：松重慎（日本）；邱佩轝（台灣）
達尼達尼（Danidani）
配音：尾畑美依奈（日本）；（台灣）
以上4人皆為草莓山的精靈。
皮卡利歐／朱利歐／黑樹利歐（Pikario／Julio／Leo Kuroki）
配音：皆川純子（日本）；張敦喻（人類）、黃玉奇（精靈）（台灣）
形象顏色：  黑色，  水色
第10話結尾時正式登場，之後突然出現在光之美少女面前的神秘蒙面少年，是操縱惡之妖精伽米一夥人襲擊草莓山與草莓坂的幕後黑手，手裡總是拿著一支刻著黑星圖紋的魔杖並用其召喚黑暗魔法。事實上也是草莓山的精靈，綺羅鈴的雙胞胎弟弟皮卡利歐，與綺羅鈴同樣地能製作出美味的甜品，也同樣崇拜著傳說中的甜點師光之美少女，7月30日生。
性格極端冷酷殘忍並對世間所有的甜點抱持著咬牙切齒的仇視，似乎對光之美少女以及閃閃能量有著極大的興趣。
於第12話中化名「黑樹利歐」並以轉學生的身份混入一花所在的學校班級打探與光之美少女有關的情報，很受一花所在學校學生們的崇拜。也是在這一話中他首次與光之美少女交手並揭露出其擁有能將人類身體中的閃閃能量強制抽取出來轉化為供自己使用的黑暗力量的恐怖能力，而被抽走閃閃能量的人類會陷入昏迷狀態。從奶油天使所用的新攻擊技，就推斷出奶油天使就是宇佐美一花。
於第16話中與光之美少女一起參加小緣家的茶會，在茶會上經過一番觀察之後快速掌握了茶道的基本技能，也是在這一話中他在與馬卡龍天使琴爪緣的戰鬥中被後者當場識破了黑樹利歐的偽裝身份。
於第17話中奪取一花的閃閃能量據為己用，令一花暫時無法變身成奶油天使。其後被光之美少女以合體必殺技「繽紛甜點食尚甜心」打敗並破壞面具及魔杖後狼狽逃走，逃走之前仍然不忘向光之美少女們表達對甜點強烈的仇恨之情。
於第18話中遭同夥比博麗以毒舌話語諷刺辦事不力而咬牙切齒。
於第21話中獲得了首領諾瓦新賜予的黑暗力量，並在該話結尾突然出現在光之美少女等人面前，揚言要對後者進行瘋狂的報復。
於第22話中透過綺羅鈴得知其真面目就是在法國巴黎失散後下落不明的皮卡利歐，也是在這一話揭露出他之所以仇視甜點的原因是因為對姐姐綺羅鈴的進步快速到自己無法超越的自卑感及她長期以來忽視自己感受的行為而產生了強烈的憎恨心理，而遭到諾瓦蠱惑及利用下才變成如今情況。最後經過光之美少女們以合體必殺技「繽紛甜點食尚甜心」徹底淨化掉心中的黑暗力量之後恢復原本的精靈模樣。
緊接著在第23話中已經改邪歸正的皮卡利歐向光之美少女們講述了諾瓦的恐怖野心，也是在這一話他為了保護姐姐綺羅鈴成功完成天馬聖代而被諾瓦的弓箭射中，壯烈犧牲後其身上的殘餘閃閃能量飛進了草莓山內的神秘宮殿里。
在第33話中仍在療傷的他向姐姐綺羅鈴傳達了要相信甜點的力量的信息。
最後在第39話結尾時傷愈復活，及時救下了此刻正被古雷布逼入絕境的光之美少女們。
第41話中因為艾利西歐將黏土怪物偽裝成他的樣子大肆竊取草莓坂鎮上所有甜點的閃閃能量，而被居民們冤枉是兇手。聯想起自己之前的所作所為，為了不連累身邊的人一度想離開草莓坂，但後來在姐姐的勸說及心靈解讀之下放棄了這一想法，事後在向居民們解釋清楚事情的原委之後他決定與姐姐一起製作甜點。
於最終話中跟姐姐綺羅鈴一起參加各種甜點比賽並與其共同經營甜點店。
作為精靈時語尾習慣加上「～皮卡（～ピカ）」。
作為精靈時的名字可能取自《精靈寶可夢》中日語和英語的「皮卡丘（ピカチュウ）（Pikachu）」與「路卡利歐（ルカリオ）」的合體字。

### 搶奪閃閃能量的存在
企圖偷走閃閃能量，令全世界變得沒有甜蜜的邪惡存在，這股邪惡勢力的據點是位於異世界中的一座看起來相當陰森恐怖的房子，在房子的外面則設有一個可以瞬間轉移通往人類世界的公用電話亭，另外成員們心中亦有閃閃能量。
成員之間的感情很差，經常勾心鬥角、冷嘲熱諷，但最終隨著幹部一個一個被淨化，加上最終決戰以及大戰結束後的影響下，全員彼此放下成見，和睦相處。
直至播放結束為止都沒有提及組織的正式名稱，也沒有說明該據點的詳細設定。

#### 首領
諾瓦／艾利西歐（Noir／Helissio）
配音：平川大輔（艾利西歐）、鹽屋翼（諾瓦）、鈴木實里（最終回）（日本）；吳愷笛（諾瓦與艾利西歐）、邱佩轝（最終回）（台灣）
於第18話中由比博麗向朱利歐提及的神秘人物，是搶奪閃閃能量的神秘勢力的首領。
諾瓦－諾瓦的心，外貌為一名身著暗紫色長袍，長著一頭暗紫色長髮並佩戴白色面具（之後於第46話破碎）長相酷似艾利西歐的男子，擁有非常恐怖的黑魔法。
艾利西歐－諾瓦黑化後的軀殼，身穿黑色西裝，銀髮白皮膚的神秘邪惡男子，手裡總是拿著一沓上面印有黑星圖案的卡片並用其召喚黑暗魔法。表面看起來文質彬彬很有紳士風度，但實際上他卻是一個笑裡藏刀、口蜜腹劍的陰險小人，非常善於針對光之美少女的弱點進行攻擊，而且為了達到目的他甚至連自己人也不放過。
不願服輸，每當招式被光之美少女化解他也會馬上出下一個招式。
第21話自己的心於朱利歐面前正式登場，並賜予朱利歐新的黑暗力量。
第22話透過皮卡利歐（朱利歐）的記憶得知，是他在皮卡利歐失意時乘虛而入蠱惑，讓皮卡利歐變為朱利歐並對綺羅鈴跟光之美少女產生憎恨。後在朱利歐對戰光之美少女時從洞穴上方高處觀看戰鬥。
第23話中曾奪走夏爾的閃閃能量並打算在其陷入絕望後轉換成新部下，之後又對尋求其協助的比博麗進行力量強化，後因夏爾產生超強大的閃閃能量而企圖暗算她，但被背叛者朱利歐阻擋下來，使朱利歐因此被擊中，造成重傷。
在第24話中製造自己的軀殼，也就是現在的艾利西歐。
於第25話中艾利西歐首次與光之美少女交手。
第31話中諾瓦再度對比博麗進行力量強化，並嚴厲警告後者這是其僅存的最後一次打倒光之美少女的機會。
第32話中又進一步得知過去曾在草莓坂作亂而與當時的光之美少女露米爾對戰交手。
於第41話中得知艾利西歐將之前封印古雷布的力量以黑暗變身（Noir Metamorphose）之名對自己進行力量強化。
第45話與光之美少女們進行消耗戰，但所有招式均被後者破解，艾利西歐只剩下最後一張卡片，他在別無選擇下進行黑暗變身，但還是被馬卡龍天使和巧克力天使擊退。
於第46話艾利西歐與諾瓦融為一體，但後來露米爾的靈魂與諾瓦一起被艾利西歐吸收，可謂狂態畢露。
吸收諾瓦與露米爾之後，艾利西歐再次使用黑暗強化將整個世界變成虛無，令一花等人陷入失憶的空前大危機……
最終於第48話中因為7位光之美少女的勸說及心靈解讀而改邪歸正，放棄了將整個世界變成虛無的罪惡計劃，在釋放掉了自己身上的諾瓦與露米爾力量之後獨自一人離開，從此不知所終。
最終話時一花在世界各地販賣甜點時遇見似乎為轉世後的諾瓦、露米爾與變成小狗的迪亞布羅。
繼《Happiness Charge 光之美少女！》的幻影女王後第二位確定為人類的反派首領。
名字源自於法語的「黑色」之意。

#### 幹部
朱利歐（Julio）
草莓山参照。
比博麗（Bibury）
配音：千葉千惠巳（日本）；張雅婕（台灣）
突然在第17話結尾時登場，身穿黑色哥德蘿莉服裝的神秘邪惡少女，手裡總是拿著一隻頭上戴著黑星紅帽子，名叫「伊露（イル）」的布娃娃並用其召喚黑暗魔法。
性格極端陰險奸詐且說話相當毒舌，非常鄙視總是辦事不力的同夥朱利歐。
於第18話中她首次與光之美少女交手並揭露出其與朱利歐同樣擁有能將閃閃能量強制抽取出來轉化為供自己使用的黑暗力量的恐怖能力，並且她還會將搶來的閃閃能量通過一個如黑洞般的秘密空間傳送給自己的主子諾瓦。
於第21話再次嘲諷朱利歐，之後因伊露在與光之美少女的對戰中變得破舊而對光之美少女更加憎恨。
第22話因看見朱利歐的魔杖已被強化修復加上擁有強大的黑暗力量而忌妒和憤恨不已，但在朱利歐施放強勁攻擊對付光之美少女時為避免被波及而選擇撤退。
第23話中在諾瓦的幫助下她不惜把自己與自己的布娃娃伊露強制融合在一起超獸化，企圖消滅光之美少女，最終被聖代天使以必殺技「亮晶晶奇跡彩虹」擊退。
之後在第26話中得知她被打飛之後因為覺得自己沒臉去見主子諾瓦，於是便打算出去旅行一次，誰知當她打算回程的時候卻發現自己乘坐的小船被海浪沖走了，導致她被困在了茫茫大海之中一座荒無人煙的小島上，被同樣漂流到那兒的光之美少女一行人意外發現。也是在這一話從她的回憶中得知其與朱利歐（皮卡利歐）同樣為被諾瓦利用的受害者，當時孤身一人的她因為從來沒有一個人嘗試去愛過她，內心痛苦之時被諾瓦乘虛而入控制才成為諾瓦手下。最後她在接過夏爾手中的企鵝刨冰並將其中的閃閃能量餵給伊露，令其長出翅膀之後騎在伊露上慌張地從荒島飛走。
於第31話中她回到了組織的據點，並在該話結尾再次獲得了主子諾瓦的黑暗力量強化，不過諾瓦在命令她打倒光之美少女作為對自己愛的證明的同時，也向她發出了極其嚴厲的警告：因為這是諾瓦留給她僅存的最後一次機會。
第32話中她再次出現在光之美少女面前，之後在和光之美少女的打鬥過程中突然與後者一起被露米爾傳送到了過去的草莓坂，連她的布娃娃伊露也沒來得及帶去。也是在那裡她得知了自己孤身一人的真相：原來這一切都是她所謂的「主子」諾瓦一手製造出來的。之後感到自己被諾瓦耍了的她將此事告訴了光之美少女，然而就在她返回神秘宮殿打算與光之美少女和解時卻遭到了她的布娃娃伊露的控制超獸化變成了可怕的怪物，最終在她的含淚懇求之下全體光之美少女以新合體必殺技「光之美少女 動物迴旋」徹底淨化掉了已經失控了的伊露令她擺脫控制恢復正常，接著她便暈倒在地昏迷不醒。
第33話中已經改邪歸正的她被光之美少女們收留下來，來到了閃閃甜點鋪以及夏爾自己的甜點鋪打工。也是在這一話中得知此人雖然從表面上看起來是非常年輕靚麗的少女，然而實際上她真正的年齡已經有100多歲了，但她本人似乎將其視為自己的秘密，不喜歡別人來打聽。
第39話及第40話中面對古雷布的大舉進攻之時，她亦參與抵抗。
最終話時留在「佩科琳甜點鋪」幫忙。
古雷布（Glaive）
配音：江川央生（日本）；張敦喻（台灣）
與艾利西歐同樣突然於第24話登場，身穿黑色外套，金髮棕皮膚的神秘邪惡男子，右眼帶有傷疤，總是駕駛著他的巨型飛天汽車四處飆車。
性格極端暴躁狂妄且非常的神經質，是搶奪閃閃能量的神秘勢力里最為狂熱的好戰分子，非常善於使用黏土製作小型的「黏土怪物（ネンドモンスター）」（配音：真木駿一（日本））供自己使喚與攻擊光之美少女。
也是在第24話中他首次與光之美少女交手。
第39話中他向整個草莓坂散佈黑暗力量使得所有的居民變成黏土怪物，同時也對自身施以黑暗革命（Noir Revolution）展開力量的超級強化，令光之美少女們陷入了空前的大危機……
最終在第40話中他將自己與其座駕汽車強制融合在一起超獸化企圖消滅光之美少女，但被光之美少女以新合體必殺技「光之美少女 奇幻動物」打敗之後被突然出現在其面前的艾利西歐吸收，其身上的黑暗力量也被後者封印成了三張卡片——分別為古雷布自己、他的座駕汽車以及迪亞布羅。
也是在第40話中得知他早在投靠諾瓦之前本身就已經是一個本性邪惡、有錢有勢的上班族，奉行極端的弱肉強食主義並通過貶低別人的方式來抬高自己的身價，因而導致所有人都對他恨之入骨，唯恐避之而不及。不同於皮卡利歐（朱利歐）和比博麗是遭到卑劣的蠱惑而被迫投靠，他投靠到諾瓦陣營是自己主動而為之並且獲得諾瓦賞識。
於第47話因為被艾利西歐再次從卡片中召喚出來而復活，成為了艾利西歐的奴僕。
於第48話因為一花等7位光之美少女的閃閃能量影響而擺脫艾利西歐控制，借出自己的閃閃能量給前者拯救地球。
最終話留在草莓坂生活，曾在「佩科琳甜點鋪」外與比博麗起衝突，被黏土怪物制止。
迪亞布羅（Diable）
配音：竹內良太（日本）；張敦喻（台灣）
諾瓦手下的狼形黑暗魔獸，為諾瓦本人的分身，多年以前曾經與諾瓦一道在草莓坂為非作歹，擁有能將周遭的一切染上黑暗並讓人與人之間互相爭鬥的恐怖能力，這種恐怖的能力大到甚至能嚇得艾利西歐與古雷布兩人脊背發涼。
於第33話中復活並首次與光之美少女交手。
最終於第36話中被古雷布以用車子輾過的方式消滅，並且力量全部被古雷布吸收用於強化其座駕汽車的力量。
最終話時一花在世界各地販賣甜點時遇見似乎為轉世後變成小狗的自己與露米爾、諾瓦。
名字源自於法語的「惡魔」之意。

#### 惡之妖精
會透過所佩帶的刻著黑星圖紋的紅色寶玉吸收閃閃能量，而變化成巨大怪物的樣貌，但被打敗後，所吞噬的閃閃能量將會全數排出而縮回原樣。於第11話紅色寶玉的破碎得知可能也是草莓山的居民。第21話透過其他精靈得知為了贖罪到處拯救失散的精靈們並幫助他們回到草莓山。
| 名字         | 閃閃能量來源 | 簡介 | 出場話數                 | 配音（日本／台灣） |
| ------------ | ------------ | --- | ------------------------ | ------------------ |
| 加米（ガミー）     | 蛋糕         | 企圖奪取閃閃能量的惡之妖精。通常自稱「老子（オレ）」。 喜歡一切像蛋糕般含有閃閃能量的物體。 性格相當地粗暴，為了目的不惜以暴力奪取。 名字源自於英語「黏糊糊的」。 | 1、7、11、12、21、39、45 | 上田祐司／張敦喻   |
| 普魯普魯（プルプル） | 布丁         | 通常自稱「本大爺（オレさま）」。 喜歡一切像布丁般含有閃閃能量的物體。 名字源自於日語「抖動」。                                                                        | 2、7、11、12、21、39     | 武虎／吳愷笛       |
| 霍托（ホットー）     | 冰淇淋       | 喜歡一切像冰淇淋般含有閃閃能量的物體。 因為非常怕熱，所以才會對冰淇淋這種冷涼之物特別喜歡。 名字源自於英語「炎熱的」。                                        | 3、7、11、12、21、39     | 伊丸岡篤／吳愷笛   |
| 休庫利（シュックリー）   | 泡芙         | 通常自稱「俺（オイラ）」。 喜歡一切像泡芙般含有閃閃能量的物體。 相當貪睡，即使目標在眼前也要睡飽才行動。 名字源自於英語「泡芙」。                                   | 4、7、11、12、39         | 武虎／吳愷笛       |
| 瑪恰蘿奴（マキャロンヌ） | 馬卡龍       | 喜歡一切像馬卡龍般含有閃閃能量的物體。 名字源自於義大利語「馬卡龍」。                                                                                         | 5、11、12、39            | 川崎惠理子／邱佩轝 |
| 畢塔多（ビタード）   | 巧克力       | 喜歡一切像巧克力般含有閃閃能量的物體。 名字源自於英語「苦味」。                                                                                               | 6、11、12、39            | 伊丸岡篤／張敦喻   |
| 福艾爾（フエール）   | 甜甜圈       | 喜歡一切像甜甜圈般含有閃閃能量的物體。 名字源自於日語「增加」。                                                                                               | 7、11、12、39            | 武虎／張敦喻       |
| 史邦吉（スポンジン）   | 海綿蛋糕     | 喜歡一切像海綿蛋糕般含有閃閃能量的物體。 但拒絕烤焦的海綿蛋糕。 名字源自於英語「海綿」。                                                                      | 8、11、12、39            | 伊丸岡篤／張敦喻   |
| 酷卡酷奇（クッカクッキー） | 餅乾         | 喜歡一切像餅乾般含有閃閃能量的物體。 名字源自於英語「餅乾」。                                                                                                 | 9、11、12、39            | 武虎／張敦喻       |
| 塔爾頓（タルトーン）   | 撻           | 喜歡一切像撻般含有閃閃能量的物體。 名字源自於英語水果塔的「塔」。                                                                                             | 10、11、12、39           | 川崎惠理子／黃玉奇 |

### 主角的家人

#### 宇佐美家
宇佐美源一郎
配音：津田健次郎（日本）；吳愷笛（台灣）
一花的父親，同時是名武術家，實力相當強悍，於自家隔壁經營著一家空手道場。
本作第一位見到光之美少女的普通人。
因無法了解進入青春期的女兒的心情，而相當煩惱，甚至因太過於關心女兒的關係，被一花認為太難為情。
第24話時帶著弟子進行空手道訓練時，巧遇閒晃的夏爾，而讓夏爾跟著他們一起訓練，在得知夏爾是女兒的朋友並被夏爾誇獎時非常高興，但被一旁的一花給吐槽。
宇佐美聰美
配音：山口由里子（日本）；邱佩轝（台灣）
一花的母親，為到世界各地小村落義診的醫師。
第1話時她通過電話告訴女兒自己因為在去機場之前突然來了一個急診病人，不知道要到什麼時候才回得來，也因此讓一直期待她回來的一花相當失落。
第2話時寄回她與村落孩子們的合照及信給一花。
第17話時收到一花的禮物而相當高興。
於第31話時曾短暫返回日本與一花團聚，但隨後再度離開，臨走前收到了一花作為禮物親手製作的水果蛋糕。
於第46話時再度返回日本慶祝一花的14歲生日。

#### 立神家
水嶌光良
配音：佐藤拓也（日本）；吳愷笛（台灣）
大型企業「立神康采恩」的社員，同時也是立神家的大總管兼葵的代理監護人，性格相當古板，認為葵身為立神家的大小姐不應該接觸搖滾樂，也同時對她經常出入閃閃甜點鋪一事不太認可。無親無故的水嶌從小時被立神家收養開始就已經與葵認識及一起成長，心裡非常關心葵。被朱利歐抽走閃閃能量昏迷後，心中仍殘留演奏著葵角色曲「Soul Believer」音紋的閃閃能量並被葵借用，證明內心非常支持葵接觸搖滾樂。
第42話中他被自己的頂頭上司——「立神康采恩」的總裁兼首席執行官立神雷櫻委任為公司的繼承人。
立神雷櫻
配音：小村哲生（日本）；吳愷笛（台灣）
葵的父親，大型企業「立神康采恩」的總裁兼首席執行官。
第42話中他與妻子藍子一起親臨女兒小葵的演唱會現場觀看演出並對女兒的表現非常讚許，隨後他當面將公司託付給了大總管水嶌。
立神藍子
配音：中村英香（日本）；邱佩轝（台灣）
葵的母親，總是溫柔的守護著女兒小葵。

#### 琴爪家
琴爪志乃
配音：天野由梨（日本）；邱佩轝（台灣）
緣的祖母，一位德高望重的茶道家，舉止端莊並說著典雅的京都方言，教導幼時的緣學會茶道的基本禮儀，表示小緣天資聰敏所以任何東西初學皆能順利上手。
於第16話中在向孫女小緣評價這次茶會上黑樹利歐沖茶的表現時從中發覺了一絲不協調的感覺，而向小緣發出了警告。

#### 劍城家
劍城美久
配音：本渡楓（日本）；黃玉奇（台灣）
晶的妹妹，配戴著星型髮飾，長年體弱多病，導致她必須長時間待在醫院療養。因為晶常贈送她巧克力的關係，很喜歡巧克力。
劍城富
配音：宮澤清子（日本）；邱佩轝（台灣）
晶的祖母，也是宇佐美家的鄰居，在晶未搬來同住前獨自居住著。

### 主角的同學和朋友
和泉渡
配音：虎島貴明（日本）；吳愷笛（台灣）
一花的同班同學，運動能力極佳。
中野弘樹
配音：金子誠（日本）；張敦喻（台灣）
同樣為一花的同班同學，一位非常喧鬧的氣氛製造者。
神樂坂理紗
配音：澀谷彩乃（日本）；黃玉奇（台灣）
同樣為一花的同班同學，一位非常開朗的時髦女孩，對製作甜點方面不太拿手。
于第12話中在享用綿羊紙杯蛋糕時被一旁偽裝成黑樹利歐的朱利歐襲擊，一度昏迷不醒，甦醒後卻毫無被襲擊的相關記憶。
光岡純子
配音：引坂理繪（日本）；黃玉奇（台灣）
同樣為一花的同班同學，家裡經營著一家休閒小屋的女孩。
園部啟
配音：真木駿一（日本）；張敦喻（台灣）
小葵所屬搖滾樂隊「狂野天藍色」的隊長，在樂隊中負責演奏電貝斯。
第42話中他因為必須要繼承家裡開的醫院並且要專心備考，而不得不向眾人宣佈自己要退出狂野天藍色。
橫川龍太
配音：中澤匡智（日本）；吳愷笛（台灣）
小葵所屬搖滾樂隊「狂野天藍色」的隊員，在樂隊中負責演奏電吉他。
淺香沙羅
配音：祖山桃子（日本）；邱佩轝（台灣）
小葵所屬搖滾樂隊「狂野天藍色」的隊員，在樂隊中負責演奏爵士鼓。
岬彩音
配音：Machico（日本）；張雅婕（台灣）
小葵最為憧憬的人物，搖滾樂隊「甘納許（GANACHE）」的主唱。
日向真理子
配音：藤井幸代（日本）；邱佩轝（台灣）
甜品商店「Sugar」店主（配音：天田益男（日本））的女兒，作為芭蕾舞演員活躍中，被譽為草莓坂商店街的貴夫人。
第4話中一花、陽莉和小葵曾向其贈送親手製作的天鵝泡芙以鼓勵其在舞台上有出色的表現。
第11話因自家在草莓坂甜點節也有攤位而到場幫忙，並在活動期間時與一花她們的閃閃甜點鋪交換自家的甜點。

### 其他角色
三星貓
配音：尾畑美依奈（日本）；張敦喻（台灣）
額頭上有三星花紋的深紫色貓咪，極為喜歡小緣的撫摸，但處處迴避一花的接觸。
據陽莉所說只要牠光顧過的甜點店皆會生意興隆，是隻帶來好運的貓。
蔬果店店主
配音：西村太佑（日本）；吳愷笛（台灣）
一花所居鎮上蔬果店的店主，誤會晶是男性而以為一花與晶約會，並向晶說出他早已於一花還是嬰兒時已經認識。
第13話因陽理解說甜點時的專注態度而邀請她成為報導員幫忙宣傳草莓坂商店街，並在陽莉的報導在網路上大受好評時給予肯定的鼓勵。
蔬果店主太太
配音：尾畑美依奈（日本）；黃玉奇（台灣）
蔬果店店主的太太，同樣誤會晶是男性而提醒丈夫一花與晶正在約會。
兒玉繪美留
配音：鈴木繪理（日本）；李昀晴（台灣）
光顧閃閃甜點鋪的第一位顧客，因為打算與好朋友一起開派對卻不知該準備什麼而一度煩惱，但後來在收到了一花等人親手製作的「繽紛動物甜點」之後笑顏逐開，事後她還帶著好朋友一起來到了閃閃甜點鋪並向眾人極力推薦該店。
第11話與好朋友們一同參加草莓坂甜點節並光顧閃閃甜點鋪的攤位。
帕科
配音：澀谷彩乃（日本）；李昀晴（台灣）
繪美留所養的寵物狗，為一隻博美犬。
辰巳大輔
配音：間島淳司（日本）；吳愷笛（台灣）
光顧閃閃甜點鋪的顧客，暗戀小學同學兼青梅竹馬小綠多年，藉由一花等人製作的餅乾向小綠表白但還是因過於緊張而表錯情。
第11話與中村綠兩人一同參加草莓坂甜點節卻意外地被小葵發現而來光顧閃閃甜點鋪的攤位。
中村綠
配音：佐藤朱（日本）；黃玉奇（台灣）
草莓坂保育園的保育員，也是辰巳大輔的青梅竹馬兼暗戀對象。
第11話與辰巳大輔兩人一同參加草莓坂甜點節卻意外地被小葵發現而來光顧閃閃甜點鋪的攤位。
納塔王子
配音：鳥海浩輔（日本）；張敦喻（台灣）
以甜品而聞名的國度——康菲特公國（コンフェイト公国）的王子，對琴爪緣一見鍾情向其求婚，不過被拒絕。
立花雄
配音：魚建（日本）；吳愷笛（台灣）
陽莉平日里最愛看的書——《甜品的科學》的作者，一位活潑開朗，在甜點界引發了革命與振興的著名科學家。
第28話中他邀請陽莉去參加自己的甜點大實驗。
索萊娜（Solène）
配音：恆松步（日本）；謝佼娟（台灣）
綺羅星夏爾（綺羅鈴）在巴黎打工的甜點店「MON TRESOR」的女老闆，正是她發掘出了當時還在讓-皮埃爾·澤貝斯坦的工房里修行的夏爾身上的才能，並把夏爾培養成了天才甜點師，甚至還形容夏爾的到來令她的甜品店門前排起了有著「甜點的塞納河」之稱的超長人龍。
第37話中她來到日本草莓坂想要帶夏爾回巴黎參加甜點大賽，並且對草莓坂這個地方頗有微詞，不過後來她在品嘗了光之美少女們親手製作的倉鼠南瓜布丁後改變了看法，轉而邀請閃閃甜點鋪來巴黎參加甜品大賽。
以上三人於第48話借出自己的閃閃能量給光之美少女時再次出現。
友梨
配音：駒形友梨（日本）；黃玉奇（台灣）
與陽莉一同參加甜品節目助手試鏡的女孩。
其聲優為本作片頭曲的主唱。
佳那子
配音：宮本佳那子（日本）；李昀晴（台灣）
與陽莉一同參加甜品節目助手試鏡的女孩。
其聲優為本作片尾曲的主唱，同時也是前代系列作《DokiDoki! 光之美少女》中劍崎真琴／聖劍天使的聲優。

### 歷史關係者
露米爾（Lumière）
配音：安野希世乃（日本）；黃玉奇（台灣）
100年前居住在草莓坂的古代光之美少女，為現任光之美少女的老前輩，當年她為了能讓人們展露笑容而以甜點師的身份活躍並成為光之美少女。
第32話中她通過草莓山的神秘宮殿將光之美少女們傳送到了過去的草莓坂，在那裡她與一花等人一起製作了「袋鼠紙杯蛋糕」讓那些被黑暗所籠罩的草莓坂居民恢復了活力，之後她在與諾瓦的對決時將其他人重新傳送回了神秘宮殿並將自己最心愛的擠奶油器交給了他們。
第46話中再次出現與諾瓦對決，並與諾瓦一起向在場的光之美少女們道出了兩人之間不為人知的過去，最後被艾利西歐吸收。
最終話時與諾瓦都被放棄其邪惡計畫的艾利西歐給解放，之後一花在世界各地販賣甜點時遇見似乎為轉世後的她、諾瓦以及變成小狗的迪亞布羅。
名字源自於法語的「光」之意。
直至播放結束都沒有提及露米爾的光之美少女變身稱號。
其聲優亦在2年之後的續作《Star☆Twinkle 光之美少女》中聲演主角之一的天宮愛蓮娜／太陽天使。
- 個人技

光之糖果（Lumiere Confiserie）
露米爾的個人必殺技，通過揮舞手中的權杖釋放出奶油能量攻擊敵人。

## 光之美少女的用具
甜點盒（Sweets Pact）
傳說的甜點師——光之美少女的道具，光之美少女可以用它變身（在配合變身動物甜點的情況下）及使用奶油般的閃閃能量攻擊並淨化敵人，發動時的吟唱咒語為「一閃一閃亮晶晶，閃閃能量！」。
動物甜點（Animal Sweets）
同為光之美少女的變身道具，可裝上甜點盒，外觀為動物和甜點組合的造型。
糖果魔法棒（Candy Rod）
初期五位光之美少女和佩科琳天使所使用的武器，利用閃閃能量攻擊敵人。可以發動五人合體必殺技——「繽紛甜點食尚甜心」，也可以發動個人必殺技。
第11話因草莓坂居民們那份熱愛甜點的心意加上光之美少女們以閃閃能量創造出來而誕生，並且用此道具擊倒惡之妖精集合體。
而第47話登場的佩科琳天使則是在變身的同時直接產生該武器。
彩虹緞帶（Rainbow Ribbon）
為聖代天使所使用的武器，在第23話由朱利歐的黑暗魔杖變化而成，可發動個人必殺技。
動物水晶（Crystal Animal）
第24話首度登場並於第26話至第31話陸續改變造型，為光之美少女們自草莓山上神秘宮殿中所獲得的透明小球所變化而成的水晶小瓶，其造型為光之美少女們各自代表的動物。
透過閃閃能量奶油擠花棒將閃閃能量放置於瓶中，然後與閃閃能量奶油擠花棒組裝並發動召喚或攻擊。
光之美少女們的心情和健康狀態甚至可以直接影響到動物水晶，而且動物水晶也能夠敏銳的察覺到敵人的氣息。
閃閃能量奶油擠花棒（Kirakiraru Creamer）
第32話登場的新武器，是變身為食尚甜心型態（A La Mode Style）的必備道具。
由露米爾最心愛的擠花棒加上光之美少女們的心意所變化而成。
甜點城堡（Sweets Castle）
第40話登場，配合閃閃能量奶油擠花棒使用，為光之美少女們變身為食尚甜心型態的變身道具，可以發動六人合體必殺技——「光之美少女 奇幻動物」。
由光之美少女們將草莓山的所有精靈及小動物所製作的甜點裡的閃閃能量匯聚製作而成。

## 電視動畫
日本
「光之美少女：食尚甜心」（キラキラ☆プリキュアアラモード）
- 播放電視台及時間：朝日電視台，逢星期日早上8時30分至9時
- 播放日期：2017年2月5日—2018年1月28日 全49話

### 製作人員
- 原作：東堂泉
- 製作人：野下洋→板井昭浩（朝日放送）、田中昂（ABC動畫）、遠藤里紗→矢崎史（ADK）、神木優（東映動畫）
- 系列導演：暮田公平、貝澤幸男
- 系列構成：田中仁
- 角色設計：井野真理惠
- 特效作畫監督：橋本敬史
- 美術設計：飯野敏典
- 色彩設計：佐久間子
- 音樂：林友樹
- 製作擔當：太田有紀
- 甜品監修：福田淳子
- 製作協力：東映
- 製作：朝日放送、ABC動畫、ADK、東映動畫

### 主題曲
片頭曲

作詞：大森祥子，作・編曲：大竹智之，主唱：駒形友梨
第5話至第10話片頭曲有使用到「光之美少女 Dream Stars！」的部分畫面。
第24話部分畫面修改，並追加『綺羅星夏爾／聖代天使』的畫面，同時增加天馬聖代動物甜點的畫面，另外朱利歐的畫面仍然保留著。
第36話至第39話片頭曲有使用到「電影 KiraKira☆光之美少女 A La Mode 清脆出爐！回憶的法式千層酥！」的部分畫面。
片尾曲
（第1話～第22話）
作詞・作曲・編曲：Nostalgic Orchestra，主唱：宮本佳那子
第6話和第7話片尾曲有使用到「光之美少女 Dream Stars！」的部分畫面。
（第23話～第36話、第39話～第49話）
作詞・作曲・編曲：R・O・N，主唱：宮本佳那子
（第37話～第38話）
作詞：Nostalgic Orchestra，作曲・編曲：三好啟太，主唱：駒形友梨&宮本佳那子
本曲為「電影 KiraKira☆光之美少女 A La Mode 清脆出爐！回憶的法式千層酥！」的片尾曲，並且有使用到「電影 KiraKira☆光之美少女 A La Mode 清脆出爐！回憶的法式千層酥！」的部分畫面。
備註：本作片尾曲繼續採用全3D製作動畫，並由編舞行業air:man擔任舞蹈創作。
插入曲
（第1、8、21話）
作詞：Nostalgic Orchestra，作曲・編曲：板垣祐介，主唱：奶油天使（美山加戀）
（第2、13、28、43話）
作詞：六之見純代，作曲・編曲：板垣祐介，主唱：卡士達天使（福原遙）
（第3、14、27話）
作詞：，作曲・編曲：睦月周平，主唱：岬彩音（Machico）、立神葵（村中知）
（第3、14、27、42話）
作詞：，作曲・編曲：睦月周平，主唱：冰淇淋天使（村中知）
（第5、16、29、45話）
作詞：Nostalgic Orchestra，作曲・編曲：，主唱：馬卡龍天使（藤田咲）
（第6、15、30、44話）
作詞：eNu，作曲・編曲：Kohei by SIMONSAYZ，主唱：巧克力天使（森奈奈子）
（第17、31話）
作詞・作曲：Motokiyo，編曲：菊谷知樹，主唱：駒形友梨
（第23、26、41話）
作詞：六之見純代，作曲・編曲：加藤賢二，主唱：聖代天使（水瀨祈）
（第38話）
作詞・作曲・編曲：Nostalgic Orchestra，主唱：宇佐美一花（美山加戀）&佩科琳（金井美香）
（第38話）
作詞・作曲・編曲：Nostalgic Orchestra，主唱：小女孩佩科琳（金井美香）
（第42話）
作詞：，作曲・編曲：睦月周平，主唱：岬彩音（Machico）
（第42話）
作詞：，作曲・編曲：睦月周平，主唱：立神葵（村中知）

## 各話標題
- 過場標記
  - A: 吃完後一花與佩科林一同刷牙
  - B: 佩科林肚子餓，一花給佩科林一個甜甜圈，稍後從天而降出現大量的佩科林甜甜圈
  - C: 製作三明治，初期五人=與佩科林一同野餐

| 話數 | 日文標題 | 中文標題                                                                  | 中文標題                                   | 劇本       | 分鏡       | 演出       | 作畫監督   | 總作畫監督 | 美術            | 日本播放日期  | 該集新出現的甜點                      | 過場 |
| ---- | -------- | ------------------------------------------------------------------------- | ------------------------------------------ | ---------- | ---------- | ---------- | ---------- | ---------- | --------------- | ------------- | ------------------------------------- | ---- |
| 1    |          | 喜愛滿滿！Cure Whip完成！                                                 | 喜愛滿滿！奶油天使完成！                   | 田中仁     | 暮田公平   | 暮田公平   | 山岡直子   | 川村敦子   | 飯野敏典        | 2017年 2月5日 | 兔子草莓蛋糕                          | A    |
| 2    |          | 小小的天才 Cure Custard！                                                 | 小小天才 卡士達天使！                                | 田中仁     | 宮元宏彰   | 宮元宏彰   | 石川哲也   | 川村敦子   | 齋藤優          | 2月12日       | 松鼠布丁                              | B    |
| 3    |          | 咆哮吧 獅子！Cure Gelato！                                                | 咆哮吧 獅子！冰淇淋天使！                  | 伊藤睦美   | 小山賢     | 古家陽子   | 高橋晃     | 川村敦子   | 黃國威          | 2月19日       | 獅子冰淇淋                            | C    |
| 4    |          | 3個人一起Let's・la・攪拌攪拌！                                            | 三人一起攪拌攪拌吧！                       | 犬飼和彥   | 貝澤幸男   | 貝澤幸男   |            | 川村敦子   | 鈴木祥太        | 2月26日       | 天鵝泡芙                              | A    |
| 5    |          | 隨性的大姐姐是Cure Macaron！                                              | 隨興的大姊姊是馬卡龍天使！                     | 坪田文     | 黑田成美   | 中島豐     | 上野賢     | 川村敦子   | 田中里綠        | 3月5日        | 貓咪馬卡龍                            | B    |
| 6    |          | 這難道是愛！？華麗的Cure Chocolat！                                       | 這難道是愛？華麗的巧克力天使！             | 田中仁     | 神谷智大   | 平山美穗   | 赤田信人   | 川村敦子   | 戶杉奈津子      | 3月12日       | 小狗巧克力                            | C    |
| 7    |          | 佩科琳 製作甜甜圈！                                                       | 佩科琳 製作甜甜圈 佩科！                   | 犬飼和彥   | 佐佐木憲世 | 佐佐木憲世 | 河野宏之   | 川村敦子   |                 | 3月19日       | 佩科琳甜甜圈                          | A    |
| 8    |          | 閃閃甜點鋪開張…不起來！                                                   | 閃閃甜點鋪…開不起來！                      | 坪田文     | 八代駿     | 松永真彥   | 渡邊慶子   | 川村敦子   | 鈴木祥太        | 3月26日       | 繽紛動物甜點                          | B    |
| 9    |          | 閃閃甜點鋪將為你實現你的戀情！                                            | 閃閃甜點鋪將為你實現戀情！                 | 須美由記   | 小山賢     | 小山賢     | 青山充     | 川村敦子   | 栫裕倫          | 4月2日        | 熊貓餅乾                              | C    |
| 10   |          | 緣VS晶！掀起風暴的跑腿！                                                  | 小緣VS小晶！掀起風暴的跑腿！               | 伊藤睦美   | 土田豐     | 土田豐     | 稻上晃     | 川村敦子   | 齋藤優          | 4月9日        | 刺猬水果塔                            | A    |
| 11   |          | 決戰！光之美少女VS加米集團！                                              | 決戰！光之美少女VS加米集團！               | 田中仁     | 宮元宏彰   | 宮元宏彰   | 為我井克美 | 川村敦子   | 黃國威          | 4月16日       | 無                                    | B    |
| 12   |          | 敵人是…大受歡迎的轉學生！？                                               | 敵人是…大受歡迎的轉學生！？                | 坪田文     | 座古明史   | 座古明史   | 松浦仁美   | 川村敦子   | 鈴木祥太        | 4月23日       | 綿羊杯子蛋糕                          | C    |
| 13   |          | 不行不行！[陽莉] 错误：{{Lang}}：無法辨識代碼 cn（帮助） 意想不到的出道！ | 不行不行！陽理，意想不到的出道！               | 犬飼和彥   | 中島豐     | 中島豐     |            | 不適用     | 田中里綠        | 4月30日       | 火烈鳥西班牙油條                      | A    |
| 14   |          | 大小姐Rock N'Roll！                                                       | 大小姐 Rock N'Roll！                       | 田中仁     | 三上雅人   | 三上雅人   | 上野賢     | 不適用     | 戶杉奈津子      | 5月7日        | 海豚果凍                              | B    |
| 15   |          | 都是因為愛！憤怒的Cure Chocolat！                                         | 都是因為愛！憤怒的巧克力天使！             | 伊藤睦美   | 鵜飼勇氣   | 古家陽子   | 青山充     | 不適用     |                 | 5月14日       | 貴賓犬巧克力蛋糕                      | C    |
| 16   |          | 危險的急速接近！緣與利奧！                                                | 危險的急速接近！小緣與利歐！                   | 坪田文     | 佐佐木憲世 | 佐佐木憲世 | 赤田信人   | 不適用     | 鈴木祥太        | 5月21日       | 白鯨草莓大福                          | A    |
| 17   |          | 最後的實驗！無法變身的Cure Whip！                                         | 最後的實驗！無法變身的奶油天使！           | 田中仁     | 今千秋     | 今千秋     | 河野宏之   | 不適用     | 栫裕倫          | 5月28日       | 兔子餅乾                              | B    |
| 18   |          | 謠言的源頭是勁敵比博麗！                                                  | 謠言的源頭是勁敵比博麗！                   | 犬飼和彥   | 土田豐     | 松永真彥   | 渡邊慶子   | 不適用     | 齋藤優          | 6月4日        | 長頸鹿千層可麗餅                      | C    |
| 19   |          | 天才甜點師！綺羅星夏爾！                                                  | 天才甜點師！綺羅星夏爾！                   | 香村純子   | 宮元宏彰   | 宮元宏彰   | 稻上晃     | 不適用     | 倉橋隆          | 6月11日       | 無                                    | A    |
| 20   |          | 將崇拜攪拌攪拌！一花和夏爾！                                              | 將崇拜攪拌攪拌！一花與夏爾！               | 伊藤睦美   | 中島豐     | 中島豐     | 松浦仁美   | 不適用     | 鈴木祥太        | 6月25日       | 小熊薄烤餅                            | B    |
| 21   |          | 竟然會是這樣！？被揭穿的夏爾的真實身份！                                  | 什麼！？夏爾被揭穿的真實身份！             | 犬飼和彥   | 座古明史   | 座古明史   |            | 不適用     | 田中里綠 黃國威 | 7月2日        | 佩科琳幕斯蛋糕                        | C    |
| 22   |          | 快住手 朱利奧！憎恨的閃閃能量！                                           | 快住手 朱利歐！憎恨的閃閃能量！                | 香村純子   | 貝澤幸男   | 古家陽子   | 青山充     | 不適用     | 戶杉奈津子      | 7月9日        | 無                                    | A    |
| 23   |          | 飛翔吧！彩虹色天馬 Cure Parfait！                                         | 飛翔吧！彩虹天馬 聖代天使！                    | 田中仁     | 暮田公平   | 暮田公平   | 川村敦子   | 不適用     |                 | 7月16日       | 天馬芭菲                              | B    |
| 24   |          | 轉學生是妖精綺羅鈴！？                                                    | 轉學生是妖精綺羅鈴！？                     | 伊藤睦美   | 三上雅人   | 三上雅人   | 上野賢     | 不適用     | 鈴木祥太        | 7月23日       | 小鳥紙杯蛋糕                          | C    |
| 25   |          | 閃婚！？公主緣！                                                          | 閃電結婚！？小緣公主！                     | 坪田文     | 佐佐木憲世 | 佐佐木憲世 | 河野宏之   | 不適用     | 栫裕倫          | 7月30日       | 無                                    | A    |
| 26   |          | 夏天！大海！KiraPati漂流記！                                              | 夏天！海邊！閃閃鋪漂流記！                 | 黑須美由記 | 紅優       | 松永真彥   | 渡邊慶子   | 不適用     | 齋藤優          | 8月6日        | 企鵝刨冰                              | B    |
| 27   |          | 熱血的演出比拼！葵VS岬！                                                  | 熱血的LIVE對決！小葵VS岬！                 | 香村純子   | 宮元宏彰   | 宮元宏彰   | 赤田信人   | 不適用     | 田中里綠        | 8月13日       | 鯨魚軟糖                              | C    |
| 28   |          | 膨脹吧！[陽莉] 错误：{{Lang}}：無法辨識代碼 cn（帮助）的甜點大實驗！      | 膨脹吧！陽理的甜點大實驗！                     | 伊藤睦美   | 中島豐     | 中島豐     | 青山充     | 不適用     | 鈴木祥太        | 8月20日       | 小雞棒棒糖蛋糕                        | A    |
| 29   |          | 大危機！沾染上了黑暗的Cure Macaron！                                      | 大危機！染上黑暗的馬卡龍天使！             | 坪田文     | 八代駿     | 芝田浩樹   | 稻上晃     | 不適用     | 黃國威 田中里綠 | 8月27日       | 無                                    | B    |
| 30   |          | 被盯上的學園祭！Chocolat·in·Wonderland！                                  | 被盯上的校慶！巧克力天使夢遊仙境！         | 田中仁     | 小山賢     | 古家陽子   |            | 不適用     | 戶杉奈津子      | 9月3日        | 無                                    | C    |
| 31   |          | 忍耐淚水！一花露出笑容的理由！                                            | 忍住淚水！一花露出笑容的原因！             | 田中仁     | 畑野森生   | 畑野森生   | 川村敦子   | 不適用     |                 | 9月10日       | 無                                    | A    |
| 32   |          | 閃耀吧6個個性！閃閃能量奶油分離器！                                       | 閃耀吧6個個體！閃閃能量奶油擠花棒！        | 香村純子   | 貝澤幸男   | 三上雅人   | 上野賢     | 不適用     | 鈴木祥太        | 9月17日       | 袋鼠紙杯蛋糕                          | B    |
| 33   |          | 甜點很危險！？復活 黑暗動物！                                             | 甜點很危險！？復活 黑暗動物！              | 伊藤睦美   | 角銅博之   | 角銅博之   | 河野宏之   | 不適用     | 栫裕倫          | 9月24日       | 無                                    | C    |
| 34   |          | 小小大決鬥！貓緣VS妖精綺羅鈴！                                            | 小小大決鬥！小緣貓VS精靈綺羅鈴！           | 森江美咲   | 今千秋     | 松永真彥   | 渡邊慶子   | 不適用     | 齋藤優          | 10月1日       | 無                                    | A    |
| 35   |          | 大相徑庭卻無比和諧！陽莉和葵！                                            | 個性互補的好朋友！陽理和小葵！                 | 吉成郁子   | 佐佐木憲世 | 佐佐木憲世 | 赤田信人   | 不適用     | 田中里綠        | 10月8日       | 無                                    | B    |
| 36   |          | 一花和晶！草莓坂大運動會！                                                | 一花和小晶！草莓坂運動會！                 | 香村純子   | 中島豐     | 中島豐     | 青山充     | 不適用     | 鈴木祥太        | 10月15日      | 無                                    | C    |
| 37   |          | 再見！夏爾將前往法國！？                                                  | 再見！夏爾將前往法國！？                   | 村山功     | 宮元宏彰   | 宮元宏彰   | 松浦仁美   | 不適用     | 黃國威          | 10月22日      | 倉鼠南瓜布丁                          | A    |
| 38   |          | 佩科琳 變成人了！                                                         | 佩科琳 變成人了佩科！                      | 犬飼和彥   | 芝田浩樹   | 芝田浩樹   |            | 不適用     | 戶杉奈津子      | 10月29日      | 佩科琳甜甜圈                          | B    |
| 39   |          | 怎麼這樣～！光之美少女的敵人是草莓坂！？                                  | 怎麼會這樣～！光之美少女的敵人是草莓坂！？ | 田中仁     | 紅優       | 古家陽子   | 稻上晃     | 不適用     |                 | 11月12日      | 無                                    | C    |
| 40   |          | Let's・la・換裝！甜點城堡完成！                                           | 一起換裝吧！甜點城堡完成！                 | 田中仁     | 畑野森生   | 畑野森生   | 河野宏之   | 不適用     | 鈴木祥太        | 11月19日      | 甜點城堡                              | A    |
| 41   |          | 夢想就是閃☆亮無限大！                                                     | 夢想就是閃☆亮無限大！                      | 香村純子   | 角銅博之   | 角銅博之   | 上野賢     | 不適用     | 栫裕倫          | 11月26日      | 無                                    | B    |
| 42   |          | 歌唱吧WOW！葵的最後一曲！                                                 | 歌唱吧WOW！小葵的最後一曲！                | 吉成郁子   | 三上雅人   | 三上雅人   | 板岡錦     | 川村敦子   | 戶杉奈津子      | 12月3日       | 無                                    | C    |
| 43   |          | 佐料是勇氣！陽莉的未來食譜！                                              | 調味料是勇氣！陽理的未來食譜！                 | 伊藤睦美   | 八代駿     | 松永真彥   | 渡邊慶子   | 不適用     | 本間禎章        | 12月10日      | 無                                    | A    |
| 44   |          | 深藏在雪中的心意！把愛吶喊出來吧 晶！                                     | 深藏在雪中的回憶！為愛吶喊 小晶！          | 田中仁     | 中島豐     | 中島豐     | 青山充     | 不適用     |                 | 12月17日      | 無                                    | B    |
| 45   |          | 再見了 緣！心跳☆甜點聖誕！                                                | 再見了小緣！心動☆甜點聖誕！                | 坪田文     | 佐佐木憲世 | 佐佐木憲世 | 赤田信人   | 不適用     | 鈴木祥太        | 12月24日      | 北極熊聖誕樹幹蛋糕                    | C    |
| 46   |          | 諾瓦大決戰！失去笑容的生日！                                              | 諾瓦大決戰！失去笑容的生日！               | 田中仁     | 宮元宏彰   | 宮元宏彰   |            | 不適用     | 田中里綠        | 2018年 1月7日 | 兔子愛心蛋糕                          | A    |
| 47   |          | 取回熱愛！Cure Pekorin完成！                                              | 取回熱愛！佩科琳天使完成！                 | 大內珠帆   | 芝田浩樹   | 古家陽子   | 稻上晃     | 不適用     | 齋藤優          | 1月14日       | 無                                    | B    |
| 48   |          | 最後的戰鬥！將整個世界一起Let's・la・攪拌攪拌！                           | 最後的戰鬥！將整個世界一起攪拌攪拌吧！     | 田中仁     | 暮田公平   | 暮田公平   | 川村敦子   | 不適用     | 鈴木祥太        | 1月21日       | 動物行星甜點                          | C    |
| 49   |          | 奔向熱愛的將來！Whip・Step・Jump！                                        | 奔向喜愛的未來！奶油・預備・跳！           | 田中仁     | 貝澤幸男   | 貝澤幸男   | 井野真理惠 | 不適用     | 飯野敏典        | 1月28日       | 小雞動物果泥盤 光之美少女食尚甜心蛋糕 | A    |

### 播放電視台
| 播放電視台   | 播放日期                                                   | 播放時間                                  | 所屬聯播網      | 備註              |
| ------------ | ---------------------------------------------------------- | ----------------------------------------- | --------------- | ----------------- |
| 朝日放送     | 2017年2月5日 - 2018年1月28日                               | 星期日 08:30 - 09:00                      | 朝日電視台系列  | 同時              |
| 朝日電視台   | 2017年2月5日 - 2018年1月28日                               | 星期日 08:30 - 09:00                      | 朝日電視台系列  | 同時              |
| 名古屋電視台 | 2017年2月5日 - 2018年1月28日                               | 星期日 08:30 - 09:00                      | 朝日電視台系列  | 同時              |
| 新潟電視台21 | 2017年2月5日 - 2018年1月28日                               | 星期日 08:30 - 09:00                      | 朝日電視台系列  | 同時              |
| 長崎文化放送 | 2017年2月5日 - 2018年1月28日                               | 星期日 08:30 - 09:00                      | 朝日電視台系列  | 同時              |
| 山陰放送     | 2017年2月11日 - 2018年2月3日                               | 星期六 11:15 - 11:45                      | TBS系列         | 延遲6日           |
| 宮崎放送     | 2017年3月4日 - 2017年3月25日 2017年4月15日 - 2018年3月10日 | 星期六 05:30 - 06:00 星期六 05:15 - 05:45 | TBS系列         | 延遲27日 延遲41日 |
| 東森幼幼台   | 2017年11月3日 - 2018年5月11日                              | 星期五 星期六 17:00                       | YOYO官方Youtube | 已刪除            |

| 日本 朝日放送 星期日 08:30-09:00節目               | 日本 朝日放送 星期日 08:30-09:00節目                 | 日本 朝日放送 星期日 08:30-09:00節目 |
| -------------------------------------------------- | ---------------------------------------------------- | ------------------------------------ |
|                                                    | 光之美少女：食尚甜心 （2017年2月5日－2018年1月28日） |                                      |
| 魔法使 光之美少女！ （2016年2月7日—2017年1月29日） | HUG! 光之美少女 （2018年2月4日—2019年1月27日）       |                                      |

## 劇場版
電影 KiraKira☆光之美少女 A La Mode 清脆出爐！回憶的法式千層酥！
同時上映短篇《小小☆Dream Stars！Let's・la・Cookin'？Showtime！》
- 日本上映日期：2017年10月28日
- 本作也是繼2010年《光之美少女：甜蜜天使！》劇場版《電影 光之美少女：甜蜜天使！：超級時尚秀在花之都...真的嗎！？》之後，第二部將故事發生地放在法國首都巴黎的光之美少女劇場版作品。
- 本作更是光之美少女單獨劇場版中首次有前作光之美少女登場的作品[註 101]。
- 本作亦與本篇第37話有著劇情上的連動[註 102]。

### 故事簡介
一花一行人帶著她們的閃閃甜點鋪去到巴黎參加甜品大賽，在大賽會場遇到了夏爾的師傅讓－皮埃爾·澤貝斯坦。正當大家打算製作夏爾與讓－皮埃爾制作過的法式千層酥，作為大賽的參賽作品時，巴黎所有甜品師突然遭受了謎之怪物的襲擊，使巴黎的街道與建築變成了甜品，為了阻止危機進一步擴大，光之美少女展開了行動……

### Dream Stars
主條目：Dream Stars 系列電影
- Dream Stars!在本作播出初期上映，因此以本作故事初期設定為準[註 103]。

光之美少女 Dream Stars!

### Super Stars
- Super Stars在本作播出完結後及《HUG! 光之美少女》 播放時上映，因此以本作故事後期設定為準。

主條目：Super Stars 系列電影
光之美少女 Super Stars!

### All Stars 系列電影
主條目：All Stars 系列電影
- All Stars Memories在本作播出完結後及《HUG! 光之美少女》播放時上映，因此以本作故事後期設定為準。

HUG！光之美少女♡光之美少女 All Stars Memories
光之美少女 All Stars F

### Miracle Universe
主條目：Miracle Universe 系列電影
光之美少女 Miracle Universe
本作為食尚甜心六人組在短期之內最後一次登上大螢幕。

## 外部連結
- （日語）KiraKira☆光之美少女 A La Mode（ABC） （页面存档备份，存于）
- （日語）KiraKira☆光之美少女 A La Mode（東映動畫） （页面存档备份，存于）
- （日語）KiraKira☆光之美少女 A La Mode（萬代） （页面存档备份，存于）
- （日語）電影 KiraKira☆光之美少女 A La Mode 清脆出爐！回憶的法式千層酥！（東映動畫） （页面存档备份，存于）
- YouTube上的プリキュア公式YouTubeチャンネル頻道
- キラキラ☆プリキュアアラモード！公式的Instagram帳戶（アニマルスイーツ紹介アカウント）